# El Semanario Republicano
El Semanario Republicano fue el tercer periódico chileno de la república y que coexistió junto a El Monitor Araucano. Impreso en formato de semanario durante la Patria Vieja y repartido cada sábado, tuvo una corta existencia de doce publicaciones entre el 7 de agosto al 23 de octubre de 1813 y cobró relevancia al ser durante su época uno de los dos únicos periódicos de la prensa nacional durante ese año (junto al El Monitor Araucano), enmarcados dentro del proceso de la independencia del país.

## Historia
Fundado el 7 de agosto de 1813 por Antonio José de Irisarri como su editor, contó con la colaboración estrecha del fray Camilo Henríquez. Ambos firmaban bajo los pseudónimos Dionisio Terraza y Rejón y Cayo Horacio, respectivamente. El periódico abogaba por el republicanismo no solo en su título, sino que también en su contenido, al ser un medio de comunicación crítico al Imperio español y a la España napoleónica tras la invasión de José I Bonaparte,  con respecto a las decisiones que adoptaban para el entonces reino de Chile. No obstante, al comienzo siempre mantuvo la lealtad al rey de España, Fernando VII, quien se encontraba prisionero. Su impresor fue José Camilo Gallardo, quien había arrendado y se hizo cargo personalmente de la imprenta del gobierno. Su línea editorial fue considerada de corte liberal independentista, la cual también realizaba comentarios críticos a la gestión de José Miguel Carrera por parte de Irisarri, lo que fue una de las causas de su salida como editor del periódico. Quienes publicaban allí también sostenían además que era necesaria la separación de poderes para poder conservar el orden público, además de considerar de vital importancia la ilustración de la ciudadanía en general, como una manera de que puedan adherirse de mejor manera a la causa emancipadora en una época con una altísima tasa de analfabetismo. Fue en este periódico donde fueron publicadas una serie de libertades individuales para la ciudadanía, como la libertad de comercio y la libertad de imprenta, lo que facilitó aún más el estilo de redacción por una mayor autonomía del poder político. Al igual que los otros periódicos de la época, los artículos y discursos publicados reflejaban el origen culto de la alta sociedad criolla a la cual pertenecían los patriotas que lideraron el proceso independentista.
La última edición del periódico fue el 23 de octubre de 1813, en medio de una serie de conflictos bélicos entre el Ejército Realista y el bando patriota, como el sitio de Chillán. Posteriormente existió un periódico llamado Continuación del Semanario Republicano, editado por Camilo Henríquez y que marcó la salida definitiva de Irisarri. Fue emitido entre el 30 de octubre de 1813 y el 19 de febrero de 1814.